# 荷蘭國徽
荷蘭國徽於1815年8月24日開始使用。中心圖案為一盾徽，藍底，飾以黃色長方形小塊。中間為一隻頭戴金冠、呈忿怒狀的金色、紅舌紅爪，手持劍和代表七個省份的箭枝的獅子。上有王冠。外有兩隻紅舌紅爪獅子守護盾徽。下方藍色綬帶書有威廉一世的格言：「Je Maintiendrai」（中古法語：我將堅持。原來的格言以後還有夏龙，即其前任所屬的家族名，後來改為拿騷，最後被刪除）。這些圖案被置於斗蓬中，上方有王冠。